# Imán (álbum)
Imán es el primer álbum de Adrián Otero en su etapa en solitario, publicado en el año 2008 bajo el sello Sony BMG. Fue lanzado junto a su sencillo y promoción "Colapso Nervioso" el cual fue el primer corte.

## Lista de canciones
1. Imán
2. Tu Belleza
3. Es La Salida
4. Colapso Nervioso
5. Da Más
6. Creo Veo
7. Acaso Si Supieras
8. Pendejo
9. BB Rockstar
10. Ilusión
11. Argentino

## Cortes de difusión
- Colapso Nervioso
- Pendejo
- Imán

## Músicos
- Adrián Otero: Guitarras y voz.
- Federico Pernigotti: Guitarras.
- Damián Vernis: Bajo.
- Hernán Zamora: Teclados.
- Julian Otero: Batería.
- Leopoldo Janín: Saxo.

## Artistas invitados
- Maxi Chercover: Bajo en "argentino" e "Ilusión".
- Lucas Sedler: Guitarra en "pendejo".
- Gustavo Novello: Arreglo de cuerdas en "Acaso si supieras".

## Ficha técnica
- Producción: Silvio Furmanski y Germán Wiedemer.
- Mezclas: Adrián Bilbao.
- Técnico de Grabación: Mariano Ast.